# Lunacepción
Lunacepción es una teoría anticonceptiva formulada en el año 1971 por Louise Lacey basándose en las experiencias prácticas del físico Edmond M. Dewan del año 1965, el cual estudió la relación existente entre la luz reflejada por la Luna y los ciclos menstruales femeninos.
Lacey, autora del libro “Lunaception”, suponía que durmiendo con una luz encendida durante los días 14, 15 y 16 del ciclo femenino y en total oscuridad las restantes noches, era posible ajustar el ciclo menstrual hasta hacerlo sincronizar con el período de novilunio, alcanzando una duración aproximada a los 29 días.
Aplicando esta regularidad al conocimiento del momento exacto de la ovulación mediante el control de la temperatura basal, era posible establecer los períodos fértiles de la mujer.